# Maurice Cocagnac
Auguste-Maurice Jean Cocagnac OP (* 20. Juni 1924 in Tarbes; † 18. Dezember 2006 in Paris) war ein französischer Dominikanerpater, der vor allem als Autor und Sänger eigener religiöser Chansons bekannt wurde. 

## Leben und Arbeit
Cocagnac studierte zunächst Architektur in Paris und nach seinem Eintritt in den Dominikanerorden Theologie in Rom. In den 1950er- und 1960er-Jahren schrieb er zahlreiche religiöse Chansons und Neue Geistliche Lieder. Er verfasste auch bebilderte Bibelausgaben für Kinder und ein Buch über seine Begegnung mit Carlos Castaneda und vollzog eine tiefe Auseinandersetzung mit der Spiritualität Indiens. Sein Hauptanliegen war, die Jugend an biblische Themen heranzuführen, sich aber auch mit den religiösen Traditionen anderer Kulturen auseinanderzusetzen. 

## Werke

### Bücher
- Begegnungen mit Carlos Castaneda und der Heilerin Pachita. (Rencontres avec Carlos Castaneda et Pachita la guérisseuse). Nietsch, Freiburg im Breisgau 1998, ISBN 3-929475-48-0
- Indienreise: auf den Straßen der Meditation (Aujourd'hui l'Inde spirituelle). Herder, Freiburg im Breisgau 1977, ISBN 3-451-17915-6
- Patmos-Bibel. 2 Bände. Patmos, Düsseldorf 1967, ISBN 3-491-79026-3
- Was sagt uns die Bibel? (Les mots de la Bible). Herder, Freiburg im Breisgau 1969, ISBN 3-451-14841-2
- Die Geschichte von unserer heiligen Messe (Pour comprendre ma Messe). Freiburg 1965

### Lieder
- „Zachäus, steig eilends vom Baum herab“, 1963
- „Wenn Gott uns nicht liebte“ (Textanfang: „Liebte Gott der Herr uns nicht“), 1963
- „Der Blindgeborene“, 1963
- „Doch Gott gönnt nie und nimmer sich Ruh“, 1963
- „Keiner im Land  außer Noah hielt zu mir“
- „Türmchen von Babylon“
- „Abraham, zieh fort, zieh fort!“
- „Stell du dich nur immer taub, Pharao“
- „David nahm nur fünf Kiesel mit“
- „Der müde Prophet“ (Elias)
- „O Kanaan liebliches Land“
- „Gott ist nicht in dem Wind“
- „An den Strömen Babylons“
- „O Jerusalem“
- „Wo bist du, Gott, Herr voller Herrlichkeit“
- „Wüßtest du, wie innig ich dich liebte“
- „Der verlorene Sohn“
- „Das verlorene Schaf“
- „Die Ehebrecherin“
- „Die zwei Blinden“
- „Die Samariterin“
- „Türen“
- „Der kleine Esel von Jerusalem“
- „Paulus“
- „Gesichter zur Fastenzeit“
- „Die Apokalypse“
- „Stell weg das Gepäck“
- „Deine Augen verraten es mir (Du tust oft so klug und weise)“

Sämtliche deutschen Textübertragungen der Chansons von Père Cocagnac wurden von dem evangelischen Pfarrer Helmut Oeß (1921–2021) besorgt. Mit dieser Übertragungsarbeit, die auf Wunsch von Père Cogagnac und im Auftrag  des Patmos-Verlags in Düsseldorf erfolgte, entwickelte sich auch eine Freundschaft zwischen beiden Autoren.
Außer diesen „Biblischen Chansons“ entstanden eine ganze Reihe von „Religiösen Chansons“, die  mehr meditativen Charakter haben.